# 天北炭田
天北炭田（てんほくたんでん）とは北海道道北に位置する宗谷支庁に点在する炭鉱群のことである。
天北炭田は道内の他産地と比較すると遥かに小規模であり、最盛期でも12の炭鉱しか存在していない。しかし、その中で日本曹達系の日曹炭鉱が開発した日曹天塩炭鉱と稚内市曲淵にあった曲淵炭鉱（天北石炭鉱業と宗谷炭鉱の二会社が運営していた）は規模も大きく、宗谷線に線路を引き込み、数千人単位の大規模な炭鉱集落が形成された。
しかし、他の炭鉱同様にエネルギー革命のしわ寄せを激しく受けて1971年に日曹天塩炭鉱を最後に、全山が閉山した。並行して鉄道も廃止されたため、働き口を失った人々は冬の厳しさもあってやむなく集落を捨てたためゴーストタウンと化し、一帯は廃墟だけが残る現状となっている。
幸い、自治体としては宗谷本線の沿線であったことが幸いし、酪農や観光、水産業などで活性化を進めているが、他の道内市町村と同様に過疎化、高齢化も著しい。
2017年12月、北海道科学技術総合振興センター（ノーステック財団）は、幌延の研究所で採取した天北炭田の褐炭から微生物「メタン菌」を用いてメタンガスを取り出す技術を確立した事をイギリスの学術誌に発表。2018年度から炭田の褐炭を用いてメタンガスを取りだす実験を行うとしている。

## 主な炭鉱
- 日曹天塩炭鉱（日曹鉱業） -  豊富町
- 曲淵炭鉱（天北石炭及び宗谷炭鉱） - 稚内市

ほかに猿払村などにも炭鉱が存在した。